# Мезоамерички календари
Мезоамерички календар је тип календара којим су народи претколумбијске Мезоамерике пратили пролазак времена. Он користи два посебна, али преклопљена циклуса: соларни календар са 365 дана и ритуални календар са 260 дана. Овим календарима се производи јединствено име за сваки дан током циклуса од (близу) 52 године, који се зове Календарски круг (или обилазак). 
Овакву врсту календара су у разним верзијама користиле све различите етничке групе Мезоамерике. Коришћење овог типа календара је једна од културних црта које је Paul Kirchoff користио да дефинише Мезоамерику као културно подручје. То значи да је коришћење мезоамеричког календара посебно за Мезоамерику и не може се наћи ван њених граница.
Употреба мезоамеричког календара је посведочена још око 500. п. н. е. када је већ био у потпуности дефинисан. У употреби је био током целог претколумбијског периода, све до доласка Шпанаца који су донели јулијански календар. Чак и после колонизације Мезоамерике календар је остао у употреби међу неким домородачким заједницама, нпр. K'иче' Маје из Гватемале и Mixe из Оахаке.

## Историја
Тачно порекло рачунања од 260 дана није познато, али је изложено неколико теорија.
Могуће је да календар потиче из математичких операција на основу бројева тринаест и двадесет, који су за Маје били значајни. Умножак та два броја износи 260. Друга теорија је да тај период потиче од трајања људске трудноће. Он је близу просечном броју дана између првог пропуштеног менструалног периода и рођења, за разлику од Наегелеовог правила да између последње менструације и рођења прође 40 недеља (280 дана). Постулирано је да су првобитно бабице развиле овај календар како би предвиделе дан рођења.
Трећа теорија проистиче из разумевања астрономије, географије и палеонтологије. Мезоамерички календар је вероватно настао међу Олмецима, чије је насеље постојало у Исапи (Izapa) у југоисточној мексичкој држави Чиапас, пре 1200. п. н. е. Тамо, на географској ширини од 15° север, Сунце пролази кроз зенит ("врх“ неба, под углом од 90° у односу на хоризонт) два пута годишње, с размаком од 260 дана. На овом и другим локалитетима су пронађени гномони, којима се углавном пратила путања Сунца и нарочито зенитални проласци. Свети алманах је могао бити „покренут“ 13. августа 1359. п. н. е. у Исапи. Vincent H. Malmström, географ који је сугерисао ово место и дан је објаснио своје разлоге:

(1)Астрономски, оно лежи на јединој латитуди у Северној Америци где се може измерити интервал од 260 дана (дужина „чудног“ светог алманаха коришћеног широм региона у претколумбијским временима) између вертикалних Сунчевих позиција - интервал који почиње 13. августа - на дан за који су народи Мезоамерике веровали да је тада створен садашњи свет; (2) Историјски, то је било једино место на овој географској ширини које је било довољно старо да буде колевка светог алманаха, за који се у то време (1973) мислило да потиче из 4. или 5. века п. н. е.; и (3) Географски, то је било једино место на одговарајућој паралели које лежи у еколошкој ниши тропске низије где живе створења попут алигатора, мајмуна и игуана - који су коришћени као имена дана у светом алманаху.

Малмстрем такође нуди јаке аргументе против оба претходна објашњења.
Постоји и четврта теорија, да је календар заснован на усевима. Од сетве до жетве има око 260 дана.

## Ритуални календар од 260 дана
У циклусу од 260 дана, 20 имена за дане се упарује са 13 бројева за дане, што даје циклус од 260 дана. Овај циклус је коришћен за прорицање, предвиђање срећних и несрећних дана. У мезоамеричким културама дан рођења је такође коришћен за давање имена људима и боговима, неке културе су користиле само календарско име, док су га друге комбиновале са личним именом. Сваким знаком за дан је председао неки бог а многи знакови су имали везе са природним феноменима. 

### Trecenas
Период од 260 дана је био подељен у периоде од 13 дана, који су се на шпанском називали трецена (није позната домородачка реч за овај период). Дани тресене су бројани од 1 до 13 (изузев у подручју Тлапанека где су бројани од 2 до 14). Први дан тресене и бог који му је био заштитник су владали над свих тринаест дана. Ако је први дан тресене био повољан и осталих 12 дана су били такви.

## Календарски круг
За већину Мезоамериканаца је био најзначајнији Календарски круг од 52 године, изгледа с изузетком Мајанскенске елите до краја Класичне ере, која је давала једнаки значај Мезоамеричком календару Дугог бројања (или Дугог одбројавања, броја, рачуна, избројка, енгл. Long Count). Ритуали Календарског круга би били одржавани крајем сваког обиласка 52 године, све ватре су биле гашене, стари лонци разбијани а церемонија нове ватре је означавала нови почетак.

## Дуго бројање (одбројавање, избројак)
Поменути календари од 365 и 260 дана су именовали дане али не и године. Њихова комбинација је била довољна за потребе већине људи, јер се понављала тек за 52 године, што је било дуже од просечног животног века. За означавање датума у дужим периодима, Мезоамериканци су осмислили календар Дугог бројања. Овај календарски систем су вероватно развили Олмеци и касније усвојиле Маје. Употреба дугог бројања је најбоље посведочена међу класичним Мајама, није познато да су је користиле централномексичке културе.
Календар Дугог бројања идентификује датум/надневак бројањем дана од 11. августа 3114. п. н. е. по пролептичком грегоријанском календару одн. 6. септембра 3114. п. н. е. по јулијанском (-3113. по астрономски). Уместо да користи декадну основу, као западњачко бројање, дани Дугог бројања су рачунати по модификованој основи 20. То значи да би 0.0.0.1.5 износило 25 (5×1 + 1×20) а 0.0.0.2.0 је једнако 40 (0×1 + 2×20). 

## Корелације

### 52-годишњи циклус
Корелација 52-годишњег циклуса рачунања дана са европским календаром је проблематична, углавном зато што календари нису били синхронизовани у свим заједницама Мезоамерике. Ово значи да се мора знати порекло календара и корелација јединствена за то место. Друго, то је отежано могућношћу да циклус може бити „ресетован“ из политичких разлога - нпр. ако је владар желео да означи своју владавину као почетак нове династије. Често се најбоља корелација може добити када и европски и домаћи извор наводе неки датум. Нпр. из шпанских извора знамо да је астечка престоница Теночтитлан пала 13. августа/коловоза 1521. Домородачки извори из централног Мексика се слажу да је ово био дан Ce Cohuatl (1 Змија) у години Eyi Calli (3 Кућа).

### Дуго бројање
Предложени су разни методи за претварање надневка из Дугог бројања у датум по западном календару. Они углавном почивају на подацима из шпанских освајања, у којима су прилично тачно познати западни датуми и они по Дугом бројању.
Корелација са мајанским календаром се углавном изражава тако што се наведе јулијански датум, тј. пронађе број дана између понедељка, 1. јануара/сијечња 4713. п. н. е. и почетка креације 0.0.0.0.0 (4 Ajaw, 8 Kumk'u).
Најприхваћенија корелација је "Goodman, Martinez, Thompson"-ова (скраћено ГМТ). По њој се датум креације 0.0.0.0.0 догодио 6. септембра 3114. п. н. е. (јулијански) или 11. августа 3114. п. н. е. (грегоријански), што је јулијански датум 584.283. Ова корелација се слаже са астрономским, етнографским, историјским и подацима од карбонског датирања. Ипак, предлагане су и неке друге корелације, које су углавном од историјског интереса, изузев оне коју је предложио Floyd Lounsbury, која је два дана после ГМТ корелације (погледај и Малстремову теорију, горе) и коју користе неки проучаваоци Маја, нпр. Linda Schele.

## Мајански календар
Мајанска верзија календара од 260 дана је научницима општепозната као Tzolk'in (по ревидираној ортографији, такође и Tzolkin). Цолкин је комбинован са календаром од 365 дана (познат као Хааб, или Хааб'), тако да формира циклус од 52 Хааба, који се зове Календарски круг. Мањи циклуси од 13 дана (trecena) и 20 дана (veintena) су били важне компоненте циклуса Тзолкин одн. Хааб. Пет несрећних дана на крају године су називани Wayeb'.
Класичне Маје, не и посткласичне планинске Маје, су такође користиле Дуго бројање за бележење датума у периодима дужим од 52 године. Многи мајански натписи Дугог бројања су допуњени тзв. Лунарним низовима, још једним обликом календара који даје информацију о Месечевој мени и положају Месеца у полугодишњем циклусу лунација. 
Такође је узиман у обзир и Венерин циклус од 584 дана, којим је праћена појава Венере као вечерње и јутарње звезде. Многи догађаји у овом циклусу су сматрани за неповољне и штетне, па је повремено намештано да ратовање коинцидира са фазама овог циклуса.
Праћени су и други, мање утицајни или слабије схваћени циклуси, као и комбинације и календарске прогресије. Са неких натписа је познат обрачун од 819 дана; такође и понављајући скупови интервала од 9 и 13 дана повезани са различитим групама божанстава, животиња и других значајних концепата.

## Централномексички календар
Централномексички календарски систем је најбоље познат у облику какав су користили Астеци, али сличне календаре су користили и Mixtec, Запотеци, Тлапанеци, Отоми, Матлатзинца, Тотонаци, Хуастеци, П'урхéпецха и у Теотихуакану. Главна разлика ових календара у односу на мајански је у томе што они не користе Дуго бројање за утврђивање датума у ширем оквиру од 52-годишњег циклуса.
Астеци су циклусе од 365 и 260 дана називали xiuhpohualli (број године) одн. tonalpohualli (број дана). Veintena је називана metzli (Месец) а пет несрећних дана на крају соларне године немонтеми.

### Други циклуси
Бележени су и други циклуси, попут лунарног календара, као и циклуси неких других небеских тела, нарочито Венере.